# Yang-dong
Yang-dong (koreanska: 양동) är en stadsdel i stadsdistriktet Seo-gu i staden Gwangju i den sydvästra delen av Sydkorea,  270 km söder om huvudstaden Seoul.

## Indelning
Administrativt är Yang-dong indelat i:
| Namn  | Namn             | Yta km² | Invånare 31 dec 2020 |
| ----- | ---------------- | ------- | -------------------- |
| 양동  | Yang-dong        | 0,29    | 4 797                |
| 양3동 | Yang 3(sam)-dong | 0,54    | 4 045                |